# Mohamed El-Ashram
Mohamed Nabawi El-Ashram (* 24. Juli 1955; † 23. März 2022 in Schibin al-Kaum) war ein ägyptischer Ringer.

## Biografie
Mohamed El-Ashram konnte seinen ersten internationalen Erfolg bei den Afrikaspielen 1978 feiern, als er im griechisch-römischen Stil in der Klasse bis 82 kg die Goldmedaille gewann. Bei den Mittelmeerspielen 1979 gewann er Silber im griechisch-römischen und Bronze im freien Stil. Drei Jahre später gewann El-Ashram bei den Juniorenweltmeisterschaften die Bronzemedaille in der Klasse bis 75 kg im griechisch-römischen Stil.
Nachdem El-Ashram in den 1980er Jahren mehrfacher Afrikameister geworden war, wurde er für die Olympischen Spiele 1984 nominiert. Er belegte in der Klasse bis 82 kg im griechisch-römischen Stil den sechsten Platz und schied in der gleichen Klasse im Freistil vorzeitig aus.